# Zavlažovací kanál Boghra

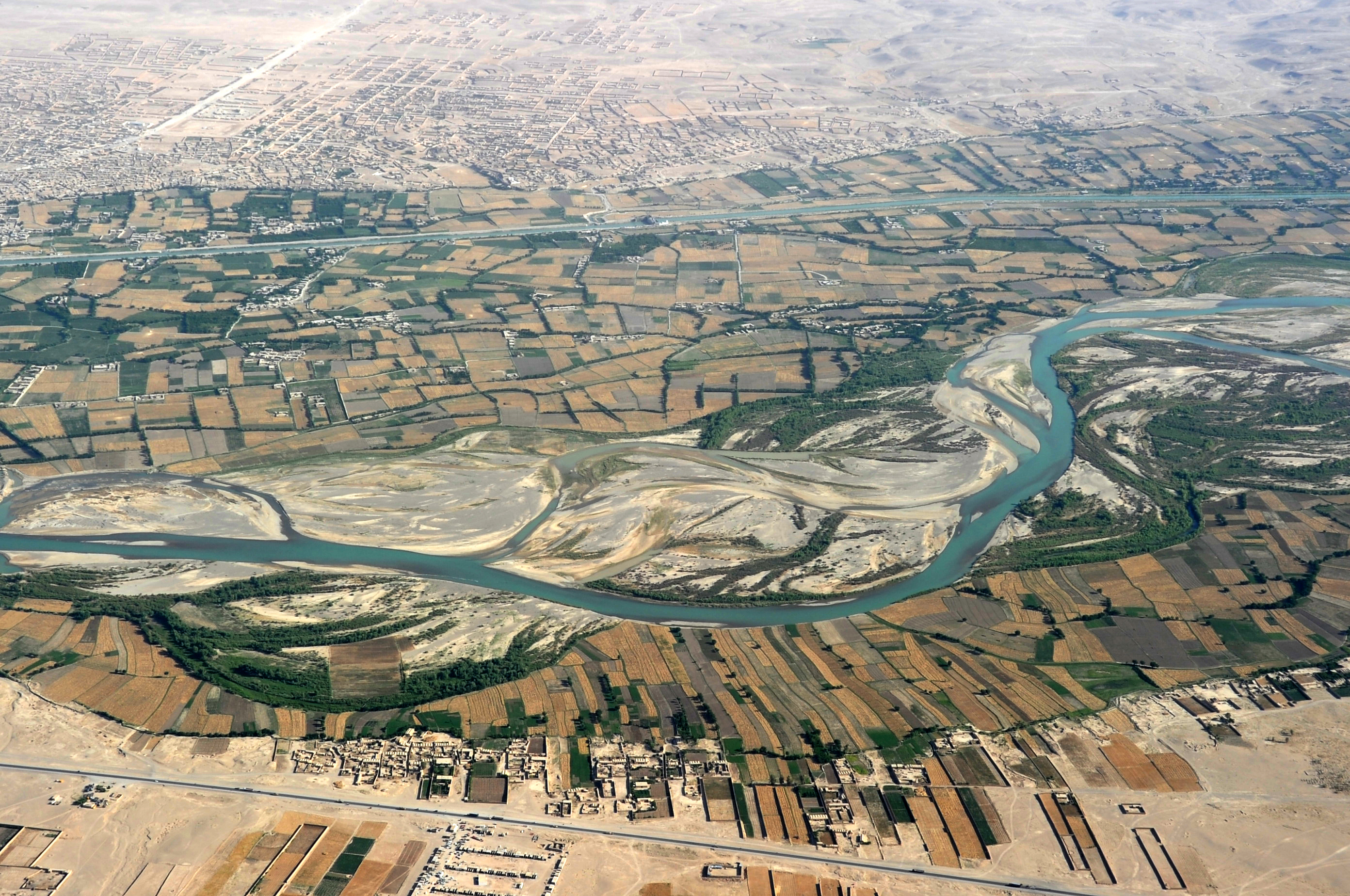
Řeka Hilmand s kanálem Boghra poblíž města Grišk

Zavlažovací kanál Boghra nebo také Nár-e Bughra je kanál dlouhý asi 155 kilometrů nacházející se ve středním Afghánistánu v provincii Hilmand, který slouží k odvádění vody z řeky Hilmand a Arghandáb na zemědělskou půdu. Afghánská vláda obdržela 23. listopadu 1949 finanční prostředky z USA ve výši 21 milionů $ na zaplacení systému kanálů. Kanály Boghra, Šamalon a Mardža byly dokončeny v roce 1954. Je řízen Správou Hilmandského a Arghandábského údolí.